# Базюк Олександр Федорович
Олекса́ндр Фе́дорович Базю́к (нар. 1 серпня 1947, с. Звиняче, Горохівський район, Волинська область) — український архітектор. 

## Біографія
Народився 1 серпня 1947 року в с. Звиняче Горохівського району Волинської області. 1970 року закінчив Львівський політехнічний інститут. Протягом 1979—2003 років працював головним архітектором проєктів інституту «Містопроект». Від 2003 року очолює архітектурне бюро ПП «Проект-центр». 

## Роботи
- Мікрорайон № 3 у Південному житловому масиві Львова (у співавторстві).
- Плавальний басейн на нинішній вулиці Княгині Ольги (1975, у співавторстві).
- Адміністративний будинок обласних організацій (1976, у співавторстві).
- Інтер'єри готелю «Інтурист» (1976, у співавторстві).
- Мікрорайони № 12 і 15 житлового масиву «Сихів» (1981, у співавторстві).
- Житлові будинки на вулиці Личаківській, 139–141 (1990-ті).[1]
- Комплексне впорядкування і озеленення парків і скверів Львова (1985—1992).
- Міжнародний пункт пропуску «Смільниця» у Львівській області. Проєкт 1996, реалізований до 1998. Співавтори Лідія Кутна, Василь Князик, Орест Огоновський, конструктор В. Мілюков.[2]
- Перехід «Краковець-Корчова» на українсько-польському кордоні (1999). Співавтори Орест Огоновський, Лідія Кутна, І. Белякова, Олександра Дрібнюк, Іван Олійник, конструктор Валерій Куліковський.[3]
- Проєкт готелю на проспекті Свободи, 45 у Львові (2000, не реалізований).[4]
- Митний перехід в Ягодині (проєкт близько 2001, співавтори Лідія Кутна, І. Белякова, Орест Огоновський, В. Мілюков).[5]
- Офісний центр на вулиці Валовій, 15 у Львові (проєкт 2002).[6]
- Міжнародна клініка відновного лікування для хворих на ДЦП (2003). Співавтори проєкту архітектори Олександра Дрібнюк, Орест Огоновський за участі Лідії Кутної та Романа Домінко, конструктор Валерій Куликовський.[7]
- Споруда Укрсоцбанку на площі Міцкевича у Львові (1998–2005, співавтор Орест Огоновський, за участі Володимира Швеця та Василя Князика).[8]
- Проєкт реконструкції офісного центру на площі Петрушевича, 3 у Львові (реалізовано 2008 року).[9]

## Нагороди
- 1988 — відзначений премією Ради Міністрів СРСР за проєктування і будівництво громадсько-торгового центру мікрорайону «Сихів-12» у Львові.[10]
- 1997 — отримав звання Заслуженого архітектора України.
- 1999, 2005 — Лауреат Державної премії України в галузі архітектури/
- 2004 — Львівська обласна премія в галузі культури, літератури, мистецтва, журналістики та архітектури в номінації: «Архітектура» (премія імені Івана Левинського) — за розробку проєкту будівлі міжнародної клініки відновного лікування дітей з церебральним паралічем у м. Трускавець.[10]